# Rhythm of Love (Kylie Minogue)
Rhythm of Love è il terzo album della cantante pop australiana Kylie Minogue. Pubblicato nel 1990, nel giugno 1991 l'album è stato ristampato col titolo Rhythm of Love: The Gold Album e contiene nuovi remix. Nel Regno Unito, Rhythm of Love è stato certificato disco di platino, ed ha venduto oltre 300,000 copie solo in Inghilterra.

## Descrizione
Pur riconfermando la collaborazione con Stock, Aitken e Waterman, Kylie Minogue si propone, per la prima volta nella sua carriera, come scrittrice, oltre che cantate, unendosi ai tre compositori nella realizzazione dei brani The World Still Turns, One Boy Girl, Count the Days e la title track.

## Tracce
1. Better the Devil You Know – 3:54 (Mike Stock, Matt Aitken, Pete Waterman)
2. Step Back in Time – 3:04 (Mike Stock, Matt Aitken, Pete Waterman)
3. What Do I Have to Do – 3:33 (Mike Stock, Matt Aitken, Pete Waterman)
4. Secrets – 4:06 (Mike Stock, Matt Aitken, Pete Waterman)
5. Always Find the Time – 3:36 (Mike Stock, Matt Aitken, Pete Waterman, Rick James)
6. The World Still Turns – 4:01 (Kylie Minogue, Michael Jay, Mark Leggett)
7. Shocked – 3:08 (Mike Stock, Matt Aitken, Pete Waterman)
8. One Boy Girl – 4:35 (Kylie Minogue, Willie Wilcox)
9. Things Can Only Get Better – 3:57 (Mike Stock, Matt Aitken, Pete Waterman)
10. Count The Days – 4:23 (Kylie Minogue, Stephen Bray)
11. Rhythm Of Love – 4:17 (Kylie Minogue, Stephen Bray)

Australian Tour Souvenir/The Gold Album
1. Step Back in Time (Walkin' Rhythm mix) – 7:55
2. What Do I Have to Do (Between the Sheets remix) – 7:08
3. Shocked (DNA mix) – 3:10

Australian limited edition CD album repackaged with SHOCKED single
1. Shocked (DNA mix) – 3:10
2. Shocked (DNA 12" mix) – 6:20
3. Shocked (Harding/Curnow 7" mix) – 3:18

Australian limited edition cassette repackaged with SHOCKED single
1. Better the Devil You Know (U.S. remix) – 6:03
2. Step Back in Time (Walkin' Rhythm mix) – 7:55
3. What Do I Have to Do (Between the Sheets remix) – 7:08
4. Shocked (DNA mix) – 3:10
5. Shocked (Harding/Curnow 7" mix) – 3:18

## Classifiche
| Classifica (2017) | Posizione massima |
| ----------------- | ----------------- |
| Australia         | 10                |
| Giappone          | 32                |
| Nuova Zelanda     | 36                |
| Paesi Bassi       | 76                |
| Regno Unito       | 9                 |
| Svezia            | 44                |